# Manfred Sternagel
Manfred Sternagel (* 18. Dezember 1934 in Friedrichstein) ist ein deutscher Politiker (SPD).

## Leben und Beruf
Nachdem Sternagel von 1949 bis 1952 eine Berufsausbildung als Werkzeugmacher absolviert hatte, machte er von 1952 bis 1955 an der Arbeiter-und-Bauern-Fakultät sein Abitur. Dann studierte er bis 1961 Maschinenbau an der Technischen Hochschule Karl-Marx-Stadt. Im Jahr 1970 promovierte er zum Dr.-Ing.
Zwischen 1961 und 1986 war Sternagel als Mitarbeiter, Gruppenleiter und als Abteilungsleiter in verschiedenen Berliner Betrieben des Kombinates Mikroelektronik in der technologischen Planung und in der Forschung und Entwicklung tätig, unter anderem im VEB Applikationszentrum Elektronik Berlin. Von 1986 bis 1991 war er als wissenschaftlicher Oberassistent an der Sektion Wissenschaftstheorie und -organisation an der Humboldt-Universität zu Berlin beschäftigt. Von 1991 bis 1999 arbeitete er als Geschäftsführer des Gesundheitszentrums Wildau und der Medizinischen Einrichtungsgesellschaft.
Er ist verheiratet und Vater eines Kindes.

## Politik
1990 wurde Sternagel erstmals in die Gemeindevertretung in Wildau gewählt und gehörte ihr bis 1993 an. 1993 wurde er Kreistagsabgeordneter in Dahme-Spreewald, zeitweise war er SPD-Fraktionsvorsitzender im Kreistag.
Bei der Landtagswahl in Brandenburg 1999 wurde er als Direktkandidat der SPD im Wahlkreis 28 (Dahme-Spreewald I) in den brandenburgischen Landtag gewählt. Er war Abgeordneter vom 29. September 1999 bis zum 13. Oktober 2004. Im Landtag war er Mitglied der Ausschüsse für Haushaltskontrolle und für Wissenschaft, Forschung und Kultur.
Sternagel ist seit 2003 Gemeindevertreter in Wildau, er wurde zuletzt bei den Kommunalwahlen am 28. September 2008 wiedergewählt. Seit Februar 2010 ist er auch wieder Mitglied des Kreistags Dahme-Spreewald.